# سفارة اليابان في مصر
سفارة اليابان في مصر هي أرفع تمثيل دبلوماسي لدولة اليابان لدى مصر. تقع السفارة في القاهرة، وهي تهدف لتعزيز المصالح اليابانية في مصر.

## السفارة
تأسست السفارة عام 1954 في منطقة الزمالك بالقاهرة. تعمل على تعزيز العلاقات بين اليابان ومصر في مجالات مختلفة. تتكون السفارة من عدة أقسام تقدم خدمات قنصلية، اقتصادية، ثقافية وغيرها. يعمل الدبلوماسيون اليابانيون في مصر عن كثب مع الحكومة المصرية والمجتمع المحلي. تقدم المعلومات حول السفارة اليابانية في مصر عبر موقعها الرسمي ويمكن الاتصال بها مباشرة.

## السفراء[5]

### وزير فوق العادة ومفوض
- ماسايوكي يوكوياما (20 أغسطس 1937 - 4 يونيو 1940)
- أوزوهيكو أوسامي (5 يونيو 1940 - 15 سبتمبر 1940)
- تاداكاتسو سوزوكي (24 نوفمبر 1940 - 19 أغسطس 1942)
- شيجيرو يوسانو (28 ديسمبر 1952 - 31 مارس 1954)

### سفير فوق العادة ومفوض
- شيجيرو يوسانو (13 أبريل 1954 - 2 مارس 1956)
- يوتاكا تسوتشيدا (12 مارس 1956 - 26 أكتوبر 1960)
- إيجي واجيما (18 ديسمبر 1960 - 1 سبتمبر 1965)
- ماسايوشي كاكيتسوبو (30 سبتمبر 1965 - 22 يوليو 1967)
- يوشيميتسو أندو (30 يوليو 1967 - 19 أكتوبر 1970)
- ميتشيتوشي تاكاهاشي (29 أكتوبر 1970 - 4 يوليو 1973)
- تسوتومو وادا (16 سبتمبر 1973 - 20 فبراير 1976)
- توكيشيرو أوموتو (16 مارس 1976 - 19 يونيو 1978)
- ميزو كورودا (23 يوليو 1973 - 5 أبريل 1980)
- توشيو يامازاكي (4 مايو 1980 - 30 أبريل 1982)
- يوسوكي ناكاي (15 مايو 1982 - 14 يوليو 1984)
- يوشيا كاتو (22 يوليو 1984 - 3 مارس 1987)
- هيروشي هاشيموتو (15 مارس 1987 - 31 أغسطس 1989)
- شوسي يامادا (12 أكتوبر 1989 - 25 مارس 1992)
- تايزو واتانابي (7 أبريل 1992 - 24 يونيو 1994)
- كونيو كاتاكورا (12 أغسطس 1994 - 11 أغسطس 1997)
- تاكيشي أوارا (27 أغسطس 1997 - 6 سبتمبر 1999)
- تاكايا سوتو (20 سبتمبر 1999 - 6 نوفمبر 2002)
- كازويوشي أوراب (14 نوفمبر 2002 - 19 يونيو 2004)
- كونيهيكو ماكيتا (26 يوليو 2004 - 23 فبراير 2007)
- كاورو إيشيكاوا	(10 مارس 2007 - 30 يوليو 2010)
- نوريهيرو أوكودا (11 أغسطس 2010 - 27 مارس 2013)
- توشيرو سوزوكي (6 أبريل 2013 - 5 أغسطس 2014)
- تاكيهيرو كاغاوا	(13 أغسطس 2014 - 16 أغسطس 2018)
- ماساكي نوكي (3 سبتمبر 2018 - 15 نوفمبر 2021)
- أوكا هيروشي (15 نوفمبر 2021 - الآن)

## وصلات خارجية
- قائمة سفارات اليابان
- قائمة السفارات في مصر